# Fruitland (Washington)
Fruitland es un área no incorporada ubicada en el condado de Stevens en el estado estadounidense de Washington.

## Geografía
Fruitland se encuentra ubicado en las coordenadas 48°4′16″N 118°11′56″O / 48.07111, -118.19889.